# Äischdall

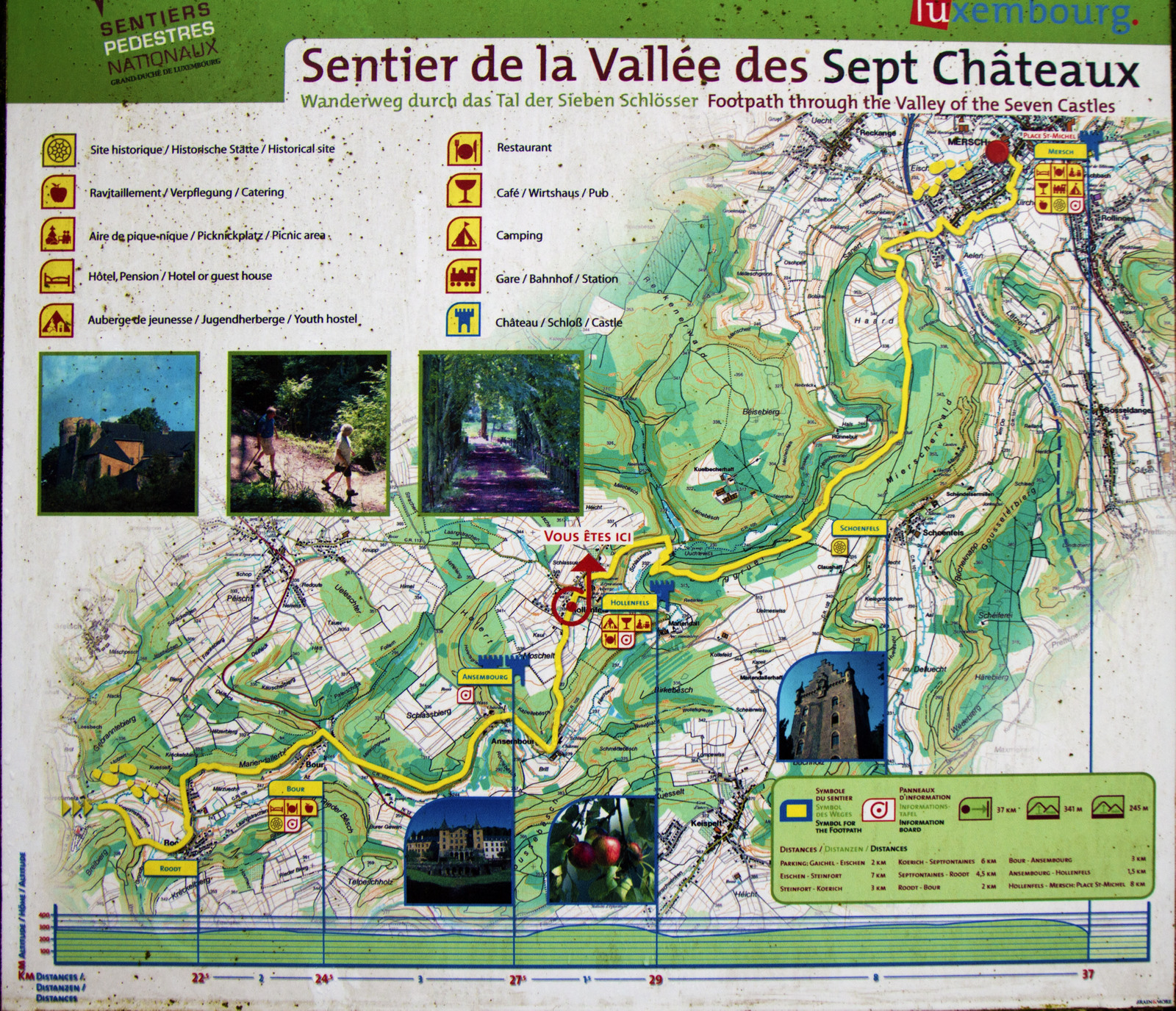
Mapa z zaznaczonym szlakiem turystycznym „Dolina siedmiu zamków”

Äischdall także potocznie Dolina Siedmiu Zamków (luks. Dall vun de siwe Schlässer, fr. Vallée des sept châteaux, niem. Tal der sieben Schlösse) – dolina rzeki Eisch (luks. Äisch) w zachodniej części Luksemburga między Mersch a Gaichel; w dolinie znajduje się siedem zamków.

## Opis
Äischdall rozciąga się na przestrzeni 37 km między Mersch a Gaichel na granicy z Belgią. Jej potoczna nazwa nawiązuje do siedmiu zamków, które wznoszą się dolinie. Biegnie tędy szlak turystyczny „Dolina Siedmiu Zamków”.

### Zamki Doliny Siedmiu Zamków[5]
| Lp. | Obiekt                                            | Zdjęcie | Położenie                                                 | Rok         | Opis |
| --- | ------------------------------------------------- | ------- | --------------------------------------------------------- | ----------- | --- |
| 1.  | Zamek Mersch Château de Mersch                    |         | Mersch 49°44′52″N 6°06′12″E/49,747778 6,103333            | XIII w.     | Obecnie siedziba lokalnych władz. |
| 2.  | Zamek Schoenfels Château de Schoenfels            |         | Schoenfels 49°43′00″N 6°06′00″E/49,716667 6,100000        | XIII w.     | Z zamku zachował się charakterystyczny donżon, jego historia sięga XIII w.                                                                      |
| 3.  | Zamek Ansemburg Vieux Château d’Ansembourg        |         | Ansemburg 49°42′09″N 6°02′36″E/49,702500 6,043333         | XVII w.     | XVII-wieczny zamek, obecnie własność japońskiej wspólnoty Sūkyō Mahikari.                                                                       |
| 4.  | Zamek Hollenfels                                  |         | Hollenfels 49°42′44″N 6°03′06″E/49,712222 6,051667        | XI w.       | Wzmiankowany w XI w., zamek z charakterystycznym donżonem, obecnie siedziba ośrodka dla młodzieży.                                              |
| 5.  | Nowy Zamek Ansemburg Nouveau Château d’Ansembourg |         | Ansemburg 49°42′02″N 6°02′49″E/49,700556 6,046944         | 1639        | Wzniesiony w 1639 roku, wielokrotnie rozbudowywany; własność prywatna.                                                                          |
| 6.  | Zamek Septfontaines Château de Septfontaines      |         | Septfontaines 49°42′01,6″N 5°57′48,7″E/49,700444 5,963528 | XII w.      | Historia zamku sięga XII w., wielokrotnie przebudowywany z donżonem dodanym ok. 1600 roku, zniszczony w pożarze w 1779 roku; własność prywatna. |
| 7.  | Zamek Gravenburg Château de Gravenburg            |         | Koerich 49°40′10″N 5°56′56″E/49,669444 5,948889           | XII-XIII w. | Historia zamku sięga XII-XIII w., własność państwowa, otwarty dla zwiedzających.                                                                |